# Vergunning binnenlands beroepsvervoer
Een vergunning voor binnenlands beroepsvervoer of binnenlandvergunning is in Nederland verplicht bij beroepsvervoer verricht met een vrachtauto of bestelauto waarvan het toegestane laadvermogen meer bedraagt dan 500 kg. De voorwaarden zijn gelijkaardig aan de voorwaarden voor de communautaire vergunning.  België kent nog gelijkaardige nationale vergunningen die in het verleden uitgereikt zijn maar sinds 1991 worden in België enkel nog communautaire vergunningen uitgereikt die zowel voor binnenlands als voor internationaal vervoer geldig zijn. In Nederland wordt sinds 2009 enkel nog de Eurovergunning uitgegeven. Er circuleren in beide landen dus enkel nog zeer oude binnenlandvergunningen.  

## Voorwaarden en geldigheid in Nederland
Om de vergunning aan te vragen moet het bedrijf aan een drietal voorwaarden voldoen. Het moet kunnen aantonen dat het:
- betrouwbaar is; het bedrijf met een bewijs van goed gedrag overleggen, dat meestal wordt verstrekt door de gemeente,
- kredietwaardig is; het bedrijf moet aantonen dat het genoeg vermogen en kapitaal heeft om een tegenslag te boven te komen,
- vakbekwaam is; het bedrijf moet minimaal één persoon in dienst hebben die het vakbekwaamheidsdiploma heeft.

Een vergunning voor binnenlands beroepsvervoer is in principe voor onbepaalde tijd geldig. Wel wordt iedere 5 jaar het bedrijf waaraan de vergunning is verstrekt geïnspecteerd door de NIWO om te bepalen of het nog aan de drie bovenstaande voorwaarden voldoet. Indien dat niet het geval is, krijgt het bedrijf een strafpunt. Na 5 strafpunten wordt de vergunning ingenomen. De NIWO kan ook via een rechtszaak afdwingen dat de vergunning per direct haar geldigheid verliest.

## Vergunningsbewijs
De ontvanger van de vergunning krijgt het bedrijf ook een x aantal vergunningsbewijzen. Een exemplaar daarvan moet in iedere auto aanwezig zijn. Het vergunningsbewijs is niet de vergunning zelf.